# Гревелингендам

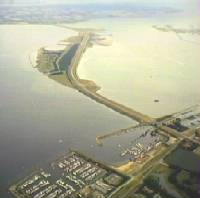
Вид на плотину с воздуха

Гревелингендам (нидерл. Grevelingendam) — дамба в Нидерландах между островами Схаувен-Дёйвеландом (Зеландия) и Гуре-Оверфлакке (Южная Голландия). Построена в 1958-1965 годах в рамках проекта «Дельта». Имеет длину 6 км.
При строительстве дамбы применялась новая технология: доставка камней с помощью канатной дороги.